# Cheirolophus anagensis
Cheirolophus anagensis és una espècie de planta endèmica de Tenerife i La Palma i pertany a la família de les asteràcies també conegudes com a compostes. És una espècie relativament nova, ja que va ser descoberta fa poc temps i que el Dr. Santos ha localitzat a una alçáda d'uns 500metres sobre el nivell del mar en el Parc Natural d'Anaga. Es troba en la llista d'espècies més importants del projecte de Proposta de Reserva de la Biosfera del Massís de Anaga. És un endemisme de l'illa de Tenerife, amb una àrea de distribució molt puntual i relegada a la zona nord-oriental de l'illa. Participa en comunitats arbustives rupícoles amb caràcter de refugi. El seu estat de conservació és crític a causa de l'escàs nombre d'exemplars que constitueixen l'única població coneguda d'aquesta espècie. Es pot dir que es troba en alt risc més aviat per la inestabilitat de l'hàbitat, visitants, efecte depredador del bestiar, etc.
El nom genèric Cheirolophus procedeix del grec cheir que significa mà, i de lopho que significa floc, al·ludint als pèls que surten del fruit. El nom específic anagensis és un epítet geogràfic que fa referència a Anaga, zona on viu aquesta planta endèmica en l'illa de Tenerife.
Cheirolophus anagensis és un petit arbust nanofaneròfit de fins a 2 metres d'alçada. Pot estar una mica ramificat, amb pocs capítols. Creix en llocs ombrívols amb certa acumulació de sòls derivats de roques com la fonolita.